# Богаевский, Африкан Петрович
Африка́н Петро́вич Богае́вский (27 декабря 1872 [8 января 1873], станица Каменская Донецкого округа — 21 октября 1934, Париж) — русский военачальник, один из командиров Добровольческой армии и руководителей Белого движения на Юге России. Атаман Всевеликого Войска Донского. Генерал-лейтенант. Первый атаман Всевеликого Войска Донского за Рубежом.

## Биография
Из потомственных дворян Войска Донского. Сын войскового старшины Петра Григорьевича Богаевского, участника Севастопольской обороны.

### Императорская армия
- 1890 год. Окончил Донской кадетский корпус.
- 1892 год. Окончил Николаевское кавалерийское училище (первым с занесением на мраморную доску), выпущен хорунжим в лейб-гвардии Атаманский полк.
- 1900 год. Окончил Николаевскую академию Генерального штаба (с отличием).
- Служил в штабе войск Гвардии и Петербургского военного округа.
- Декабрь 1908 года. Полковник.
- 1909—1914 годы. Начальник штаба 2-й гвардейской кавалерийской дивизии.
- Октябрь 1914 года — 1 января 1915 года. Командир 4-го гусарского Мариупольского полка
- 10 ноября 1914 года. Награждён Георгиевским оружием «за то, что в боях 21 августа под Шапкином и 28 августа под Гольданом принимал энергичное участие в бою, самоотверженной работою, при явной опасности для себя, значительно способствовал достижению успеха».
- Январь — октябрь 1915 года. Командир лейб-гвардии Сводно-Казачьего полка.
- 22 марта 1915 года. Генерал-майор.
- 27 мая 1915 года. Зачислен в Свиту Его Императорского Величества.
- 4 октября 1915 — апрель 1917 года. Начальник штаба Походного атамана всех казачьих войск Великого князя Бориса Владимировича. Был избран почётным казаком станицы Захламинской (приказ по Сибирскому казачьему войску № 441 от 3 октября 1916 г.) и станицы Черноярской Астраханского казачьего войска.
- 7 апреля 1917 года. Начальник 1-й Забайкальской казачьей дивизии.
- 1917 год. Награждён Георгиевским крестом IV-й степени с лавровой ветвью за бои под Тарнополем.
- Лето 1917 года. Начальник 1-й Гвардейской кавалерийской дивизии.
- Август 1917 года. Заместитель начальника штаба 4-го кавалерийского корпуса.

### Добровольческая армия
Оставив 1-ю Гвардейскую кавалерийскую дивизию в Киеве, Богаевский выехал на Дон. На западе Донской области, в станице Луганской, Донецкого округа, был арестован большевиками. С трудом избежал расстрела и в декабре 1917 года прибыл в Донскую столицу Новочеркасск.
- 5 января 1918 год. Вступил в командование войсками Ростовского района (под началом войскового атамана Каледина).
- 11 февраля — март 1918 года. Во время Первого Кубанского (Ледяного) похода командовал Алексеевским партизанским полком Добровольческой Армии.
- Март 1918 года. Командир 2-й бригады Добровольческой армии.
- Май 1918 — январь 1919 года. Председатель Совета Управляющих Отделами и Управляющий Отделом (министр) иностранных сношений в Донском правительстве войскового атамана Краснова.
- 28 августа 1918 года. Генерал-лейтенант.
- 6 февраля 1919 года. Избран Войсковым атаманом Всевеликого Войска Донского вместо Краснова.
- Январь — февраль 1920 года. Председатель Южно-Русского правительства.
- Март — ноябрь 1920 года. В Крыму у Врангеля.
- Ноябрь 1920 года. Покинул Крым вместе с Врангелем.

### Эмиграция
- Ноябрь 1920 года. Константинополь.
- Создал Объединённый совет Дона, Кубани и Терека.
- Ноябрь 1921 года. София.
- Октябрь 1922 года. Белград.
- Ноябрь 1923 года. Париж.
- 1924 год. Один из создателей Казачьего союза.
- 1929 год. Единодушно избран всеми донскими эмигрантскими организациями пожизненно представлять интересы донского казачества.
- 1932 год. Один из создателей Союза казаков-комбатантов.
- Инициатор создания Донской исторической комиссии.

Скончался от сердечного приступа 21 октября 1934 года в Париже. Похоронен 28 октября на кладбище Сент-Женевьев-де-Буа.

## Противостояние с Красновым
В 1920 году основная масса эмигрировавших казаков Юга России сосредоточилась в Болгарии. София сделалась казачьей «столицей». Богаевский провёл перепись казаков, и организовал Донскую ссудную кассу. Конкуренцию Богаевскому составлял его предшественник на посту Донского атамана П. Н. Краснов, проживавший на тот момент в Берлине. В 1921 году он обратился к казакам-эмигрантам с призывом объединяться в станицы и хутора по месту проживания на Дону. Этот призыв был воспринят с энтузиазмом. В конце 1921 года Краснов обратился к Врангелю с просьбой оказать давление на Богаевского, чтобы тот уступил пост атамана Краснову. Он предлагал сформировать корпус из донских, кубанских и терских казаков для возобновления боевых действий в России весной 1922 года.
Врангель, однако, поддержал не Краснова, а Богаевского. Тот, в свою очередь, в декабре 1921 года своим приказом узаконил создание хуторов и станиц, выборы атаманов, хуторских и станичных правлений. Также Богаевский разрешил принимать в донские хутора и станицы кубанцев, терцев и астраханцев. Большой заслугой атамана Богаевского явилось предостережение казаков-эмигрантов от возвращения на родину. Выехавшие в Советскую Россию казаки подвергаются жестоким репрессиям, трагическая участь их известна! — подчёркивал Богаевский в одном из своих выступлений… Штаб Врангеля и командование казачьих частей организовывали в новообразованных хуторах и станицах военные ячейки.
Между тем, Краснов в начале 1922 года обратился к казакам с открытым письмом, призывая их под монархические знамёна. Он потребовал от Богаевского распустить «Объединенный совет Дона, Кубани и Терека», подчинить станичных атаманов ему и открыто поддержать курс на возрождение монархии в России. «Объединенный совет» отверг эти требования, заявив, что право устанавливать политический строй в России принадлежит будущему Учредительному Собранию, и что казачество не может участвовать в насильственном установлении республики или монархии в России.
Краснов, при поддержке генералов П. Х. Попова и Яковлева и полковника Грекова, в январе 1922 года начал сбор подписей за созыв Войскового круга, надеясь добиться перевыборов атамана. В феврале съезд состоялся в г. Пловдив, однако «признание» Краснова не состоялось. Более того, возникшие по инициативе Краснова станицы окончательно перешли в подчинение Богаевскому.
Параллельно в Софии шли переговоры об участии казаков в возможной интервенции в Советскую Россию. Казачьи представители были против такого участия, полагая, что вернуться на родину казаки могут лишь в результате народного взрыва. Однако Богаевский не мог не считаться с мнением генералов Старикова, Шкуро, Улагая, Агеева и других, которые устанавливали связь с повстанцами и планировали высадку десантов на Черноморском побережье. Тайно поддерживая эти планы, Богаевский уклонялся от организации и финансирования реальных операций.
Весной 1922 года сторонникам Краснова удалось договориться с другими противниками политики Богаевского и Врангеля и собрать подписи, необходимые для созыва Войскового Круга. Однако, Богаевский вновь уклонился от созыва Круга, сославшись на финансовые и политические затруднения. Африка́н Петро́вич Богаевский пребывал войсковым атаманом до самой смерти. Для многих казаков он стал символом, «последним атаманом, избранным на Донской земле».

## Награды
- Орден Святого Станислава 3-й степени (1901)
- Орден Святой Анны 3-й степени (1905)
- Орден Святой Анны 2-й степени (ВП 6.12.1912)
- Орден Святого Владимира 4-й степени с мечами и бантом (ВП 13.10.1914)
- Георгиевское оружие (ВП 10.11.1914)
- Орден Святого Владимира 3-й степени с мечами (ВП 30.05.1915)
- Орден Святого Станислава 1-й степени с мечами (ВП 20.07.1915)
- Орден Святой Анны 1-й степени с мечами (ВП 27.04.1916)
- Орден Святого Владимира 2-й степени (ВП 1.01.1917)
- Георгиевский крест 4-й степени с лавровой ветвью (1917)
- Знак 1-го Кубанского (Ледяного) похода (27.03.1918)

Иностранные:
- черногорский Орден Князя Даниила I 1-й, 2-й и 5-й степеней
- шведский Орден Меча
- персидский Орден Льва и Солнца
- сербский Орден Белого орла
- французский Орден Почётного легиона
- британский Орден Святого Михаила и Святого Георгия II степени

## Семья
- Братья:
  - Митрофан Петрович (1881—1918), журналист, «Донской Златоуст», глава Донского войскового правительства. Расстрелян большевиками в Новочеркасске в 1918 году.
  - Януарий Петрович (1884 — 20.2.1970)[1], есаул (похоронен в одной могиле с Атаманом).
  - Петр Петрович Богаевский (1874—1915), врач
- Сестры:
  - Надежда Петровна Богаевская (в замужестве Бакланова) (1867—1960)
  - Наталья Петровна Богаевская (1877-???)
- Жена: Надежда Васильевна Перрет (ум.13.7.1941), сестра генерала Е. В. Перрета, бывшая жена графа Артура Артуровича Келлера (погибла во время Второй мировой войны в Белграде).
- Сын: Евгений Африканович Богаевский (23.6.1905-28.5.1977), служил в Югославской армии.
- Сын: Борис Африканович Богаевский (19.9.1908-1.1.1975), почётный председатель Казачьего союза и редактор парижского журнала «Родимый край».
- Племянники: поэт Николай Николаевич Воробьёв (Богаевский) (1908—1989), один из виднейших представителей казачьей поэзии, автор поэмы «Кондратий Булавин»; историк Любавин-Богаевский Юрий Иванович живёт в Новочеркасске.

## Сочинения
В эмиграции Богаевский активно печатался под псевдонимом Эльмут в казачьих периодических изданиях.
- Богаевский А. П. [militera.lib.ru/memo/russian/bogaevsky_ap/index.html Ледяной поход. Воспоминания 1918 год.] — Нью-Йорк: Союз первопоходников, 1963.

Книгу эту нельзя читать без волнения. Но прочесть её нужно. Живой А. П. Богаевский верно и честно служил России, мертвый — он возложил чудесный венок на алтарь любви к Отечеству.— В. Орехов